# اورتاکول
اورتاکول (انگلیسی: Urtakul) یک شهرک در شهرستان بوزدیاکسکی باشقیرستان کشور روسیه است.